# سندآست
سندآست (به انگلیسی: Sendust) یا آلوسین (آلومینیوم+ سیلیسیوم + آهن) یک پودر فلز مغناطیسی است که توسط هاکارو ماسوموتو در دانشگاه امپراتوری توهوکو در سندای ژاپن در حدود سال ۱۹۳۶ به عنوان جایگزینی برای ماندآلیاژ در کاربردهای سلف برای شبکه‌های تلفنی اختراع شد. ترکیب آلوسین معمولاً ۸۵٪ آهن، ۹٪ سیلیکون و ۶٪ آلومینیوم است. این پودر درون هسته‌های تَفجوش برای تولید سلف‌ها است. هسته‌های آلوسین دارای نفوذپذیری مغناطیسی بالا (تا ۱۶۲۰۰۰)، تلفات کم، وادارندگی کم (۱٫۵۹ آمپر-بر-متر) پایداری دمایی خوب و چگالی شار اشباع تا ۱ تسلا هستند.
به دلیل ترکیب شیمیایی و ساختار بلورنگاری، سندآست همزمان ضریب مِغناطوکِشسانِش صفر و K1 ثابت ناهمسانگردی مغناطوبلوری صفر را نشان می‌دهد.
آلوسین سخت‌تر از ماندآلیاژ است و بنابراین در کاربردهای سایشی ساینده مانند هِدهای ضبط مغناطیسی مفید است.